# Lijst van sportclubs bestuurd door hun fans
Dit is een gedeeltelijke lijst van professionele, semi-professionele of amateursportclubs die volledig of via een meerderheid van stemmen worden beheerd en/of bestuurd door hun supporters.  De lijst bevat sportclubs uit verschillende landen.

## Afrika

### Mali
- Jeanne D'Arc FC Bamako

### Nigeria
- Mighty Jets

## Amerika

### Canada

#### Canadian Football League
- Edmonton Eskimos
- Saskatchewan Roughriders
- Winnipeg Blue Bombers

#### IJshockey
- Kitchener Rangers
- Prince Albert Raiders

### Costa Rica
- LD Alajuelense

### Mexico
- Alianza Unetefan AFC
- Zacatepec - Promotora Deportiva Zacatepec S.C.

### Verenigde Staten

#### National Football League
- Green Bay Packers

#### Baseball
- Memphis Redbirds
- Rochester Red Wings
- Toledo Mud Hens
- Wisconsin Timber Rattlers
- Burlington Bees

## Azië

### Israël
- Hapoel Tel Aviv B.C.
- Hapoel Katamon Jerusalem F.C.
- Maccabi Kabilio Jaffa F.C.

### Japan
- Yokohama F.C.
- Fujieda MyFC

### Sri Lanka
- Jaffna Boys

### Zuid-Korea
- Bucheon F.C. 1995
- Seoul United F.C.

## Europa

### België
- KSK Beveren

### Bulgarije
- Botev Plovdiv
- F.C. Spartak Varna

### Duitsland
Alle Duitse voetbalclubs zijn wettelijk verplicht om minstens 51% van de stemmen aan de supporters over te laten.  Om historische redenen werd op deze wet een uitzondering gemaakt voor VfL Wolfsburg en Bayer 04 Leverkusen.  De reden hiervoor is dat deze 2 voetbalclubs werden opgericht door respectievelijk Volkswagen AG en Bayer AG.
In sommige gevallen hebben supporters een verdwenen of failliete club heropgericht, zoals bijvoorbeeld Lokomotive Leipzig.

### Engeland
- AFC Liverpool
- AFC Telford United
- AFC Wimbledon
- AFC Rushden & Diamonds
- Aylesbury United F.C.
- Brentford F.C.
- Bromsgrove Sporting F.C.
- Cambridge City F.C.
- Chelmsford City F.C.
- Chester F.C.
- Ebbsfleet United F.C.
- Enfield Town F.C.
- Exeter City F.C.
- F.C. United of Manchester
- Fisher F.C.
- Hendon F.C.
- Lewes F.C.
- Newport (IOW) F.C.
- Prescot Cables F.C.
- Runcorn Linnets F.C.
- Scarborough Athletic F.C.

### Griekenland
- Aris Thessaloniki F.C.

### Ierland
- Bohemian F.C.
- Cobh Ramblers
- Cork City F.C.
- Shamrock Rovers F.C.
- Sligo Rovers F.C.

### Kroatië
- NK Varteks

### Noord-Ierland
- Cliftonville F.C.
- Coleraine FC
- Crusaders F.C.
- Derry City FC
- Linfield F.C.

### Noorwegen
- Rosenborg BK

### Oostenrijk
- SV Austria Salzburg
- SK Rapid Wien

### Portugal
- S.C. Salgueiros 08

### Schotland
- Clyde F.C.
- Clydebank F.C.
- Dundee F.C.
- Gretna F.C. 2008
- Stirling Albion F.C.
- Stranraer F.C.

### Spanje
- Athletic Bilbao
- FC Barcelona
- Real Madrid C.F.
- CA Osasuna

### Tsjechië
- Bohemians 1905

### Verenigd Koninkrijk
Zie Engeland, Noord-Ierland, Schotland of Wales 

### Wales
- Merthyr Town F.C.

### Zweden
Alle Zweedse voetbalclubs worden beheerd door de supporters.  Een andere structuur wordt door de Zweedse wetgeving niet toegelaten

## Oceanië

### Australië
Australian Football League (AFL)
- Carlton F.C.
- Collingwood F.C.
- Essendon F.C.
- Geelong F.C.
- Goldcoast F.C.
- Hawthorn F.C.
- Melbourne F.C.
- North Melbourne F.C.
- Richmond F.C.
- St. Kilda F.C.
- Western Bulldogs

National Rugby League (NRL)
- Canterbury Bulldogs
- Cronulla-Sutherland Sharks
- Newcastle Knights
- Parramatta Eels
- Penrith Panthers
- St. George Illawarra Dragons
- Sydney Roosters
- Wests Tigers